# Céline sur les Plaines
Céline sur les Plaines è il nono home video dell'artista canadese Céline Dion, pubblicato su DVD l'11 novembre 2008 in Québec.

## Descrizione
(dal concerto Céline Dion sur les Plaines de Abraham del 22 agosto 2008 a Québec)
Il DVD contiene lo storico concerto di Céline davanti a 250,000 spettatori per la celebrazione del 400º anniversario della fondazione del Québec. Il concerto, interamente in francese, si è tenuto al Plains of Abraham a Québec, in Canada, il 22 agosto 2008. Sul palco, Céline è stata affiancata da una serie di artisti locali appositamente scelti da lei: Garou, Marc Dupré, Ginette Reno, Éric Lapointe, la Famiglia Dion (cioè i suoi 13 fratelli e sorelle), Mes Aïeux, Zachary Richard, Dan Bigras, Nanette Workman, Jean-Pierre Ferland e Claude Dubois, per un totale di più di 30 canzoni. Lo show è andato in onda sulla Bell TV ed è stato visto da 200,000 persone., per poi essere ritrasmesso il 21 settembre 2008 in versione ridotta sul canale TVA, vincendo negli ascolti con 1 706 000 spettatori nel solo Québec.
Filmato in alta definizione con un sorround 5.1, il DVD include 2 ore e mezzo di concerto e molti contenuti extra, che includono dietro le quinte, prove e molto altro.
Céline sur les Plaines ha debuttato alla posizione n° 1 in Québec, vendendo più di 32,800 copie nella prima settimana nel solo Québec (il dvd più venduto nella prima settimana in Canada in tutto il 2008).
Il 4 novembre 2008 Jean-Pierre Ferland ha pubblicato l'album Les chansons oubliées, che include il brano "Un peu plus haut, un peu plus loin" interpretato durante il concerto con Céline e Ginette Reno, poi lanciato come singolo promozionale dell'album di Ferland. Il duetto con Ginette Reno è stato il più significato; Ginette infatti era l'idolo musicale di casa Dion e, quando, nel 1980 la madre di Céline scrisse assieme al figlio Michel la canzone Ce n'était qu' un rêve per la figlia dodicenne. decise di inviarla al produttore dell'ultimo album di Ginette Reno, che all'epoca era René Angelil, futuro marito della Dion. Ascoltata la canzone, René, appena licenziato dalla Reno stessa, decise di diventare il produttore di Céline Dion. Nonostante il forte legame, le due vedette non si sono mai incontrate fino a questo concerto e al duetto nel brano-inno Un peu plus haut, un pue plus loin (scritto da Ferland), che Ginette non interpretava dal 1998.
Il concerto si è svolto mentre Céline era ancora impegnata nel suo Taking Chances Tour e nel concerto furono interpretati anche alcuni brani presenti anche nelle tappae francofone del tour: "Dans un autre monde", "Destin", "J'irai où tu iras", "L'amour existe encore", "Et s'il n'en restait qu'une (je serais celle-là)", "S'il suffisait d'aimer", e "Pour que tu m'aimes encore".

## Tracce
1. Avant le spectacle (prima dello show)
2. "Dans un autre monde" (Céline Dion)
3. "Destin" (Céline Dion)
4. "On ne change pas" (Céline Dion)
5. "Sous le vent" (Céline Dion e Garou)
6. "Seul" (Garou)
7. "Si pour te plaire" (Marc Dupré)
8. "Tout près du bonheur" (Céline Dion e Marc Dupré)
9. "Show" (Nanette Workman)
10. "Lady Marmalade" (Céline Dion e Nanette Workman)
11. "J'irai où tu iras" (Céline Dion e Nanette Workman)
12. "Tue-moi" (Céline Dion e Dan Bigras)
13. "Ô Fortuna" (Dan Bigras)
14. "Les trois petits cochons" (Dan Bigras e Mes Aïeux)
15. "Ton père est un croche" (Mes Aïeux)
16. "Le déni de l'évidence" (Mes Aïeux)
17. Céline en coulisses 1 (Backstage 1)
18. "Dégénérations" / "Le reel du fossé" (Céline Dion e Mes Aïeux)
19. Medley de la Famille Dion: (Céline Dion e La Famiglia Dion)
  1. "Jos Montferrand"
  2. "La bastringue"
  3. "Jack Monoloy"
  4. "Le reel facile"
  5. "Dans nos vieilles maisons"
  6. "Le bal chez Jos Brûlé"
  7. "À la claire fontaine"
20. "La ballade de Jean Batailleur" (Zachary Richard)
21. "La promesse cassée" (Céline Dion e Zachary Richard)
22. "L'arbre est dans ses feuilles" (Céline Dion e Zachary Richard)
23. "L'amour existe encore" (Céline Dion e Éric Lapointe)
24. "Toucher" (Éric Lapointe)
25. "Mon ange" (Éric Lapointe)
26. Céline en coulisses 1 (Backstage 2)
27. "La chasse-galerie" (Éric Lapointe e Garou e Claude Dubois)
28. "Si Dieu existe" (Céline Dion e Claude Dubois)
29. "Femme de rêve" (Claude Dubois)
30. "Et s'il n'en restait qu'une (je serais celle-là)" (Céline Dion)
31. "S'il suffisait d'aimer" (Céline Dion)
32. "Pour que tu m'aimes encore" (Céline Dion)
33. "Une chance qu'on s'a" (Céline Dion e Jean-Pierre Ferland)
34. "Un peu plus haut, un peu plus loin" (Céline Dion e Jean-Pierre Ferland e Ginette Reno)
35. Après le spectacle (Dopo lo show)